# 시울프급 잠수함
시울프급 잠수함(영어: Seawolf-class submarine)은 냉전시절 미국의 주력 SSN인 로스앤젤레스급 잠수함의 후속형이다. 시울프급은 로스앤젤레스급 잠수함의 후계자로 기획되었으며, 1983년에 설계 작업이 시작되었다. 29척의 잠수함 함대를 10년 동안 건조할 계획이었지만, 이는 12척으로 줄어들게 되었다. 냉전의 종료와 예산 제약으로 인해 1995년 이후 함대 추가 건조 계획이 모두 취소되었으며, 시월프급은 3척으로 한정되었다. 이는 또한 더 작은 버지니아급의 설계를 이끌게 되었다. 시울프급의 개별 비용은 1척 당 약 30억 달러이며(USS 지미 카터함은 35억 달러), 이는 미국 해군에서 운용하는 고속 어뢰잠수함 중 가장 비싸며, 프랑스의 트리옹팡급 핵추진 탄도 미사일 잠수함에 이어 세계에서 두 번째로 비싼 잠수함이다.

SSN21

## 개발 배경
1980년대 초 소련은 최신예 원자력 잠수함을 취역시키면서 미국을 위협하고 있었다. 1981년 세계 최대의 원자력 잠수함인 타이푼급이 취역했고, 최대 750m까지 잠항이 가능한 시에라급(Sierra-class) 공격원잠이 등장했다. 그 동안 소련의 원자력 잠수함은 미국의 원자력 잠수함 보다 소음이 심하다는 문제가 있었다. 하지만 소련의 최신예 공격원잠들은 당시 미 해군의 주력 공격원잠이었던 로스앤젤레스급에 필적하는 조용한 잠수함으로 변해가고 있었다. 결국 미 해군은 당시 미국의 최신 기술이 집약된 신형 공격원잠을 요구했고, 1983년부터 본격적인 개발에 들어간다. “21세기의 공격형 원자력 추진 잠수함”이라는 모토를 가진 이 신형 원자력 잠수함은, 총 29척이 건조될 예정이었다
시울프급은 앞에서 언급한 바와 같이 1980년대 구소련의 엄청난 전략 원자력 추진 잠수함들을 상대하기 위해 개발되었으나 구소련의 몰락 및 엄청난 건조비용으로 인해 개발 중지되어 현재 시울프급 잠수함은 총 3척을 운용중이며 이후 보다 저렴한 시울프급의 후속 모델인 버지니아(Virginia)급을 개발하여 운용하고 있다.

## 주요 임무
- 은밀한 정보 수집/감시/정찰/수색 작전
- 대잠/대수상전
- 기뢰전
- 지상 목표물 타격 작전
- 특수부대 침투 및 귀환 임무

## 특징

### 고속 저소음
시울프급 공격원잠은 고속 저소음이라는 개념을 가지고 개발되었다. 원자력 잠수함은 디젤-전기 추진 잠수함에 비해 속도, 항속거리, 무장 탑재능력 등 모든 면에서 월등한 성능을 자랑한다. 그러나 정숙성은 상대적으로 떨어진다는 단점이 있다. 특히 고속으로 원자력 잠수함이 항해할 때, 원자로에서 발생하는 소음이 엄청나서 은밀성이 떨어지게 된다. 반면 시울프급 공격원잠은 침묵 속도로 알려진 20노트로 항해할 때, 로스엔젤레스급 공격원잠에 비해 절반 정도의 소음만을 발생시키는 것으로 알려져 있다. 또한 스크루 추진기가 아닌 펌프제트 추진기를 채택해 최고속력이라고 할 수 있는 35노트(약 65㎞/h)에서도 디젤-전기 추진 잠수함과 비슷한 소음이 발생하는 것으로 알려져 있다. 이러한 놀라운 정숙성으로 인해 시울프급 공격원잠에는 “바다의 암살자”라는 별칭이 붙게 된다.

### 최대 600m까지 잠항 가능
시울프급 공격원잠은 HY-100 고장력강을 사용했으며, 독특한 내구설계 덕분에 최대잠항심도가 600m에 이른다. 시울프급 공격원잠은 잠수함 전투 체계를 일괄적으로 운용할 수 있는 통합처리체계가 적용되었다. 적 잠수함을 탐지하는 소나 역시 선측배열소나를 장착해, 전 방위에서 음영 구역 없이 적 잠수함을 포착할 수 있게 되었다. 이 때문에 적 잠수함을 먼저 발견하고 신속하게 효율적인 공격이 가능한 것으로 알려져 있다. 이밖에 시울프급 공격원잠은 로스엔젤레스급 공격원잠보다 어뢰발사관이 2배 이상 늘어난 8기의 어뢰발사관을 장착했다. 또한 적 함정이나 잠수함을 은밀하게 공격하기 위해 회전식 터빈펌프를 이용한 수압식 어뢰 발사관을 사용한다. 하지만 별도의 수직발사관을 가지고 있지는 않다.

### 막대한 건조비용
시울프급 공격원잠은 미소간의 군비경쟁이 가장 치열했던 시기에 건조된 잠수함으로, 최첨단의 기술이 집약되면서 상상을 초월한 건조비용이 들어가게 된다. 1번함인 시울프함은 25억 달러(2조 8,850억 원)가 들었다. 3번함인 지미 카터함은 원격 무인 잠수정과 네이비실을 운용하기 위해, 다목적 플랫폼(platform)이 새롭게 적용되었으며 이 때문에 전장이 33m 늘어나게 된다. 또한 신형 장비들도 새롭게 탑재되어 건조비용이 무려 37억 달러(4조 2,698억 원)에 달하게 된다. 우리 해군이 운용중인 이지스함인 세종대왕함의 건조비용이 1조 1,000억 원임을 감안한다면, 4척에 가까운 금액이다. 엄청난 건조비용과 소련의 몰락으로 인해 시울프급 공격원잠은 결국 총 3척만 건조되었고 이후 중지되었다. 이후 미 해군은 시울프급 공격원잠보다 저렴한 버지니아급 공격원잠을 개발해 운용하고 있다. 이밖에 시울프급 공격원잠 3번함인 지미 카터함은 지난 2010년 11월 23일 일어난 연평도 포격도발 당시, 가장 빨리 한반도에 전개한 미국의 전략자산으로 알려지고 있다.

### 무장
선된 LA급과 마찬가지로 시울프급은 별도의 수직발사체계 같은 외부 무장을 가지고 있지 않다. 대신 시울프급은 정숙성을 개선하기 위해 신형 MK21 더빈을 사용한 회전식 터빈펌프(AIP : Air-Turbine Pump)를 이용한 수압식 램 발사관을 사용한다. 이 어뢰발사관은 기존 21인치보다 큰 26인치 발사관으로 모두 8문을 장착하였다. 무장은 MK48 ADCAP 중어뢰, 토마호크 순항 미사일, 기뢰를 운용할 수 있다.

## 소나 시스템
함수 소나
- AN/BQQ-10(V)4 함수 소나 시스템
  - 현재 시울프 급의 함수 소나 시스템은 소나 체계 업그레이드 계획인 A-CRI (Acoustic Rapid Commercial off thr shelf Insert) 프로그램을 통해서 AN/BQQ-5D에서 AN/BQQ-10(V)4 소나 체계 업그레이드 되었다.
- AN/BQS-15 액티브/페시브 겸용 소나 (세일 정면)

측면 배열 소나
- WAA (Wide Aparture Array) AN/BQZ-5D 중/저주파 탐지 소나

견인식 소나
- TB-16 fat line TASS 견인식 예인 소나
- TB-29A thin line TASS 견인식 예인 소나

## 사건 사고
2021년 10월 2일, 미 해군의 핵추진 잠수함이 남중국해 해저에서 미확인 물체와 충돌해서 11명의 수병이 경상을 입었다. 미국 언론들은 이 사건이 적대적 작전에 의해 발생했다거나, 다른 함정이 연관됐다는 증거는 없다고 보도하였다. 미 해군은 “코네티컷함은 안전하고 안정된 상태에 있다. 코네티컷함의 핵추진 설비와 공간은 영향을 받지 않았고 여전히 완전히 작전이 가능하다”고 했다. 또 “잠수함의 나머지 부분이 입은 손상의 정도를 평가하고 있다”며 “사건을 조사할 것”이라고 밝혔다.

## 시울프급 잠수함 목록
|   | 함번   | 함명                    | 기공일     | 진수일     | 취역일     | 퇴역일 | 상태/기타 |
| - | ------ | ----------------------- | ---------- | ---------- | ---------- | ------ | --------- |
| 1 | SSN-21 | 시울프(Seawolf)         | 1989.10.25 | 1995.6.24. | 1997.7.19  | -      | 현역      |
| 2 | SSN-22 | 코네티컷(Connecticut)   | 1992.6.14. | 1997.6.14. | 1997.9.1.  | -      | 현역      |
| 3 | SSN-23 | 지미 카터(Jimmy Carter) | 1998.12.5. | 2004.5.13. | 2005.2.19. | -      | 현역      |

## 같이 보기
- 로스엔젤레스급 잠수함
- 오하이오급 잠수함
- 원자력 잠수함

## 참고문헌
- 스티브 크로포드 (2005년 8월 15일).  《잠수함》. 북스힐.
- 사카모토 아키라 (2017년 1월 25일). 《도해 세계의 잠수함》. 에이케이커뮤니케이션즈.